# Trần Việt (Bắc Tống)
Trần Việt (chữ Hán: 陈越, 973 – 1012), tự Tổn Chi, người huyện Úy Thị, phủ Khai Phong , quan viên, nhà thơ phái Tây Côn thể đời Bắc Tống.

## Cuộc đời
Ông nội là Trần Thủ Nguy, làm đến Hưng Đạo lệnh; cha là Trần Hạ, làm đến Ngu bộ viên ngoại lang. Việt từ nhỏ hiếu học, rất rành lịch sử; giỏi biên soạn văn chương, phong cách cao vời khác biệt.
Trong niên hiệu Hàm Bình (998 – 1003) thời Tống Chân Tông, có chiếu cử hiền lương, Việt được Hình bộ thị lang Quách Chí tiến cử, sau khi thi vấn đáp được xếp Đệ tứ đẳng, nhận chức Tương tác giám thừa, thông phán Thư Châu, dời làm Tri Đoan Châu, rồi dời đi Viên Châu. Ít lâu sau Việt được triệu về, thăng làm Trứ tác tá lang, Trực sử quán, Chưởng cổ tư Đăng văn viện. Việt tham gia biên soạn “Sách phủ nguyên quy” , cùng Trần Tòng Dịch, Lưu Quân được đánh giá là rất siêng năng. Chân Tông cho rằng bổng lộc của họ ít ỏi, nên mệnh cho hàng tháng được thêm 5000 tiền. Xa giá đi Lạc Dương chầu hoàng lăng, Việt được làm Chưởng Lưu tư danh biểu, người đương thời khen là phù hợp . Từ ấy tấu chương 2 phủ (Lạc Dương, Khai Phong) phần nhiều do Việt nhận mệnh mà soạn thảo, gia đình công thần, quý tộc đến mời ông viết bài minh, chí rất nhiều. Việt được thăng Thái thường thừa, Quần mục phán quan; sau khi tế Phần Âm , được cất nhắc làm Tả chánh ngôn.
Việt tính khí khái tùy tiện, hay khích lệ bạn bè, bởi thói buông thả rượu chè mà nhà cửa trống toác, nhưng không chịu thay đổi. Việt trở nên nghiện rượu, trước bữa ăn đều uống đến vài thăng, hiếm có ngày nào tỉnh táo, do đó sanh bệnh. Năm Đại Trung Tường Phù thứ 5 (1012), mất, hưởng thọ 40 tuổi. Khi ấy Việt còn mẹ già, khiến người ta thương xót.

## Hậu sự
Anh Việt là Hàm, từng thi khoa Tiến sĩ nhưng không đỗ, nhờ Dương Ức, Đỗ Hạo, Trần Bành Niên cùng nhau nói giúp, khiến Chân Tông thương xót. Đến khi bộ Sách phủ nguyên quy hoàn thành, Chân Tông riêng ban cho Hàm danh phận Tam truyện xuất thân .
Theo lệ thì biểu chương của Trung thư tỉnh đều do Trung thư xá nhân làm, nhưng sau khi tế Đông phong, triều đình nhiều lễ mừng, xá nhân thêm lắm việc, vì thế Trung thư tỉnh chọn quan viên ở những cơ quan khác làm thay. Những Thịnh Độ, Lộ Chấn, Lưu Quân, Hạ Tủng, Tống Thụ với Việt chia nhau việc soạn biểu chương, nhờ đó tể tướng biết đến họ, về sau đều được coi việc soạn thảo chiếu, cáo của hoàng đế; chỉ có Việt chưa được đề bạt thì mất, người đương thời lấy làm tiếc cho ông.
Ngày nay người ta chỉ biết đến những bài thơ của Việt qua tập thơ Tây Côn thù xướng của Dương Ức, xem tại đây.